# Принцип експоненційного зростання чисельності популяцій в сприятливому і необмеженому стаціонарному середовищі
При́нцип експоненці́йного зроста́ння чисе́льності популя́цій в сприя́тливому і необме́женому стаціона́рному середо́вищі — один із основних  екологічних принципів динаміки  популяцій.  В. І. Вернадський називав цей процес «тиском життя». У природі експоненційне зростання популяції практично ніколи не спостерігається (якщо і відбувається, то протягом дуже нетривалого часу, змінюючись спадом чисельності або виходом її на деякий стаціонарний рівень). Розмір популяції завжди обмежений зверху. Про можливості геометричного зростання чисельності організмів згадували  Ж. Бюффон і  К. Лінней. Розрахунки  Т. Мальтуса дуже вплинули на  Ч. Дарвіна і  А. Воллеса при формуванні концепції природного відбору.
- Так, Чарлз Дарвін розраховував потенціал зростання популяцій різних організмів (за його оцінками, наприклад, число нащадків пари слонів — тварин, що розмножуються дуже повільно, — через 750 років повинно було б досягти 19 мільйонів).
- Бактерія Bacillus coli ділиться кожні 20 хвилин; при такій швидкості розмноження достатньо 36 годин, щоб цей одноклітинний організм покрив всю земну кулю суцільним шаром.
- А одна інфузорія (Paramecium caudatum) могла б за кілька днів виробити таку кількість протоплазми, яка за обсягом в 10 тисяч разів перевищила б обсяг земної кулі [68, с. 223].
- Нарешті, найбільшою інтенсивністю розмноження на Землі відрізняється, мабуть, гриб дощовик гігантський — кожен його примірник здатний давати по 7,5 мільярдів (!) спор; якщо всі спори "підуть в діло ", то вже у другому поколінні обсяг дощовиків в 800 разів перевищить обсяг нашої планети …

"Даний принцип використовується в екології перш за все для того, щоб охарактеризувати (причому кількісно!) потенційні можливості популяції до зростання. Оцінюючи різницю між тією чисельністю, яка могла б бути досягнута популяцією при збереженні протягом деякого часу експоненційного зростання, і тією, яка реально спостерігалася через цей час, можна практично виміряти інтенсивність смертності (або еміграції), а проаналізувавши інформацію про динаміку смертності, виявити і фактори, що обмежують зростання досліджуваної популяції ".

## Ресурси Інтернету
- Дедю И. И. Экологический энциклопедический словарь. — Кишинев, 1989 [Архівовано 24 жовтня 2016 у Wayback Machine.]
- Словарь ботанических терминов / Под общ. ред. И. А. Дудки. — Киев, Наук. Думка, 1984 [Архівовано 31 жовтня 2016 у Wayback Machine.]
- Англо-русский биологический словарь (online версия) [Архівовано 6 листопада 2016 у Wayback Machine.]
- Англо-русский научный словарь (online версия) [Архівовано 21 жовтня 2016 у Wayback Machine.]